# 山口聡一
山口 聡一（やまぐち そういち）は、日本の画家。

## 略歴
- 2008年 モスクワビエンナーレ参加。
- 2010年 東京芸術大学大学院美術研究科油画技法・材料修士課程修了[1]。
- 2013年 DKNY artworksの壁画企画に参加[2]。